# Sultanlar Ligi

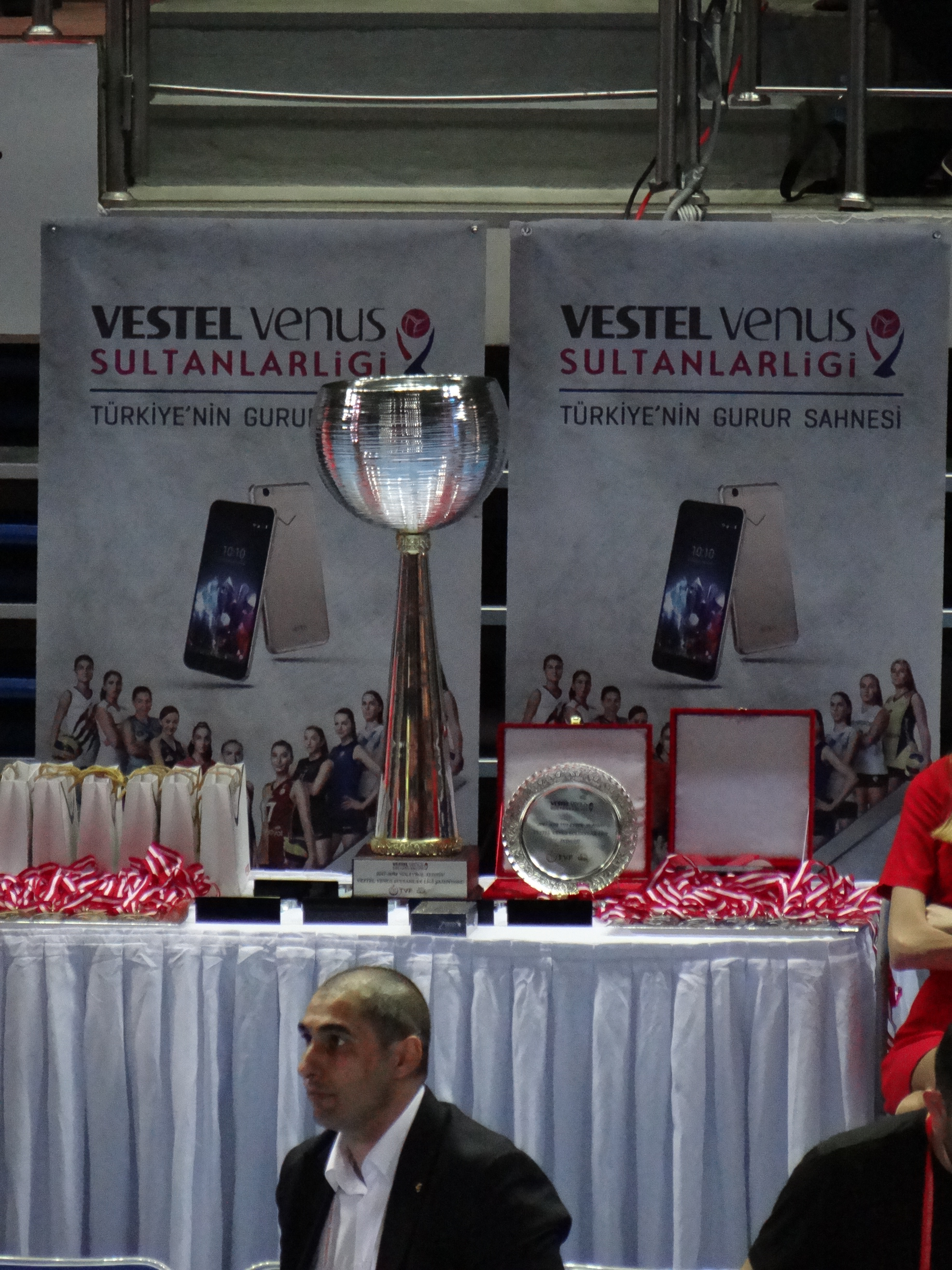
Puchar za wygranie ligi tureckiej w sezonie 2017/2018

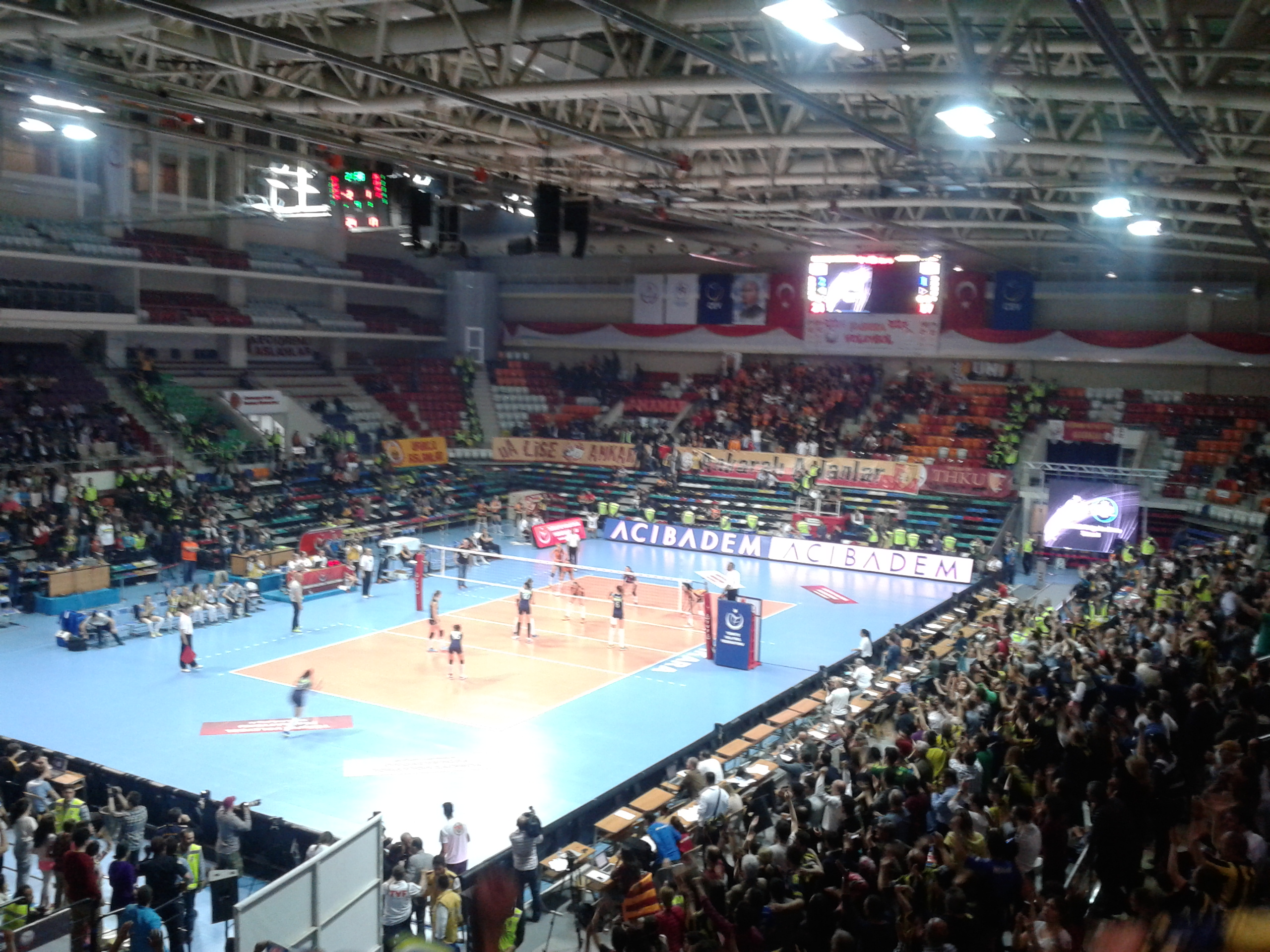
Mecz finałowy pomiędzy Fenerbahçe SK i VakıfBank SK w sezonie 2014/2015

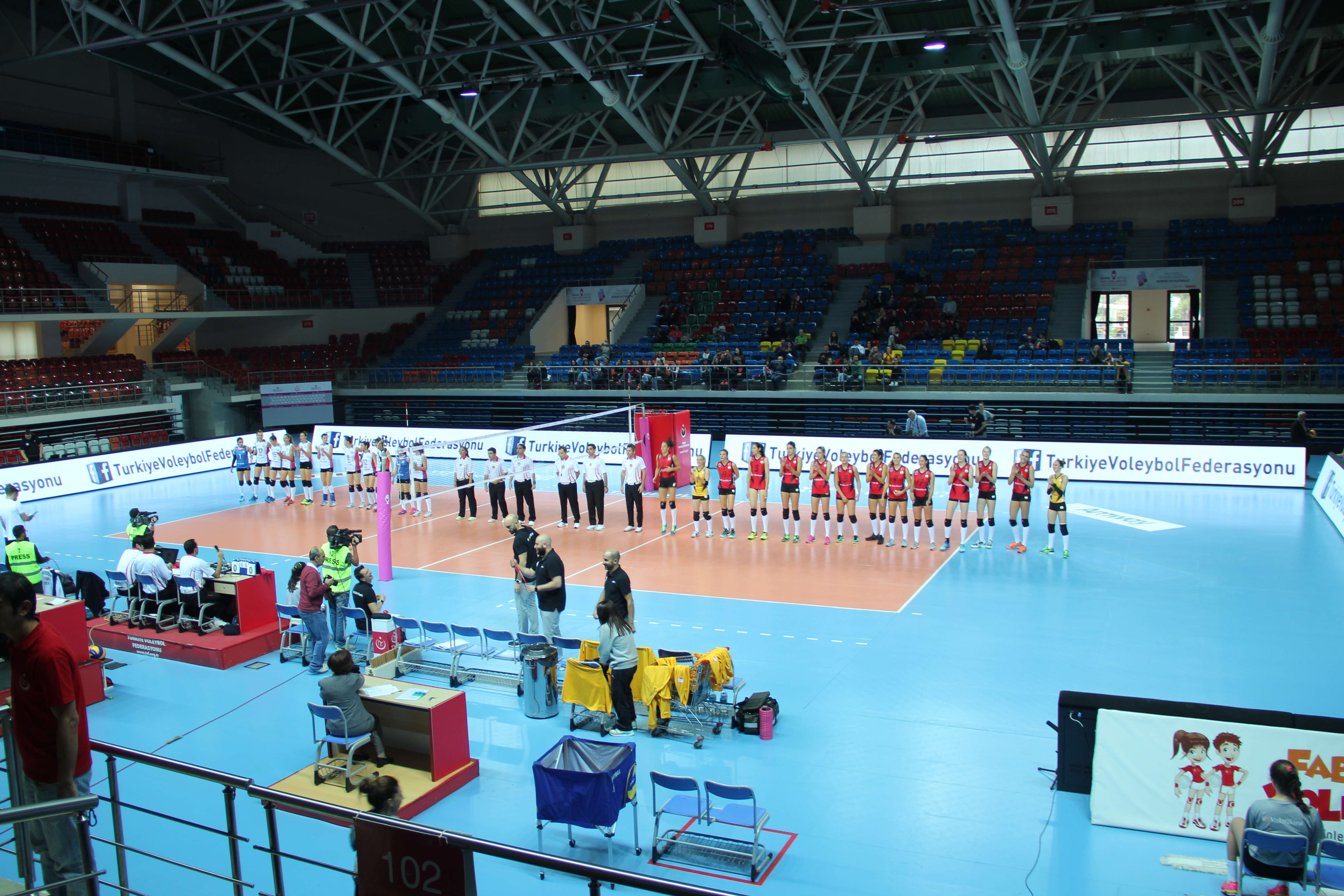
Mecz ligowy pomiędzy VakıfBankiem SK, a Nilüferem Belediyespor w sezonie 2016/2017

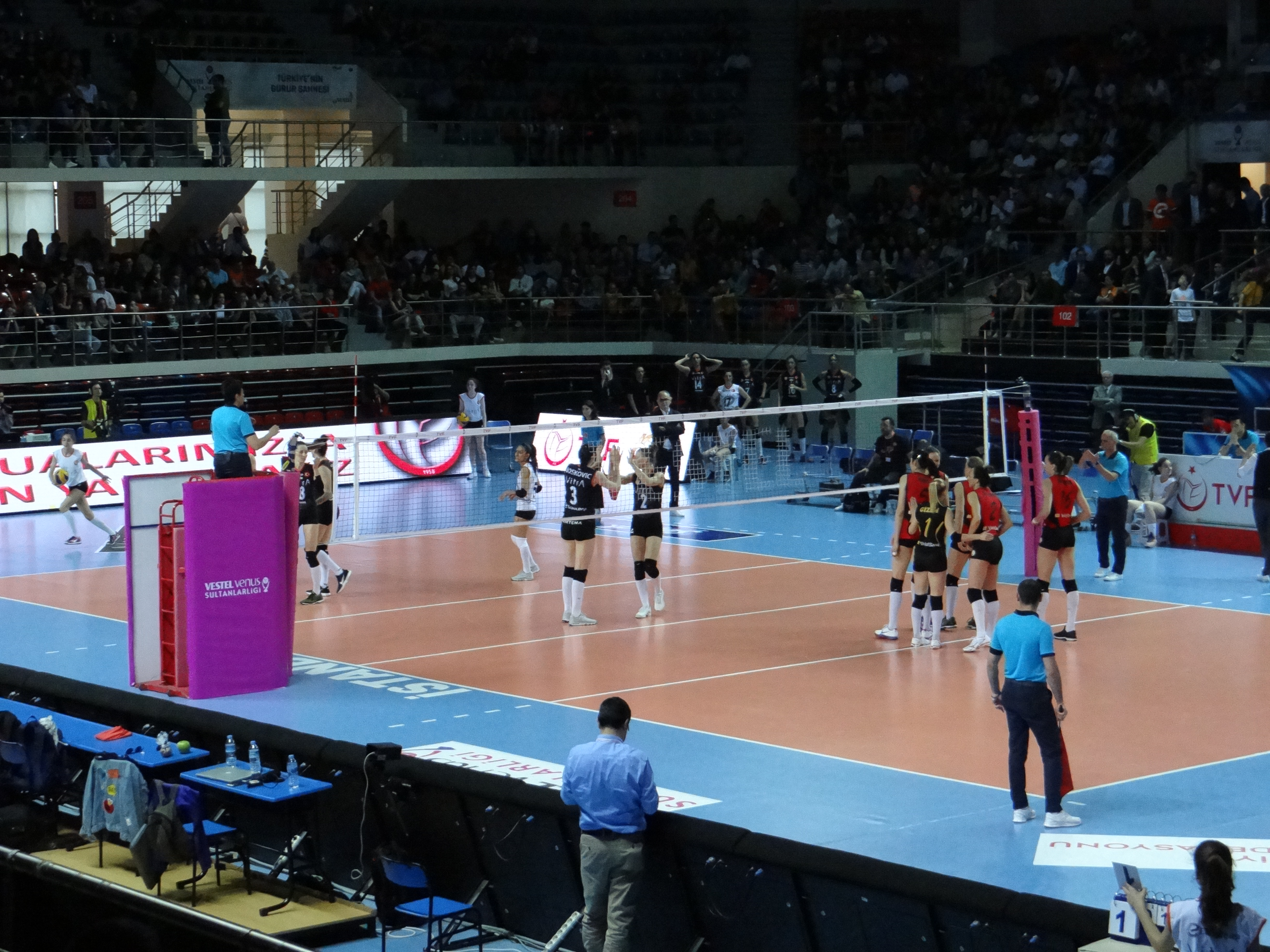
Mecz finałowy pomiędzy VakıfBankiem SK i Eczacıbaşı Stambuł w sezonie 2017/2018

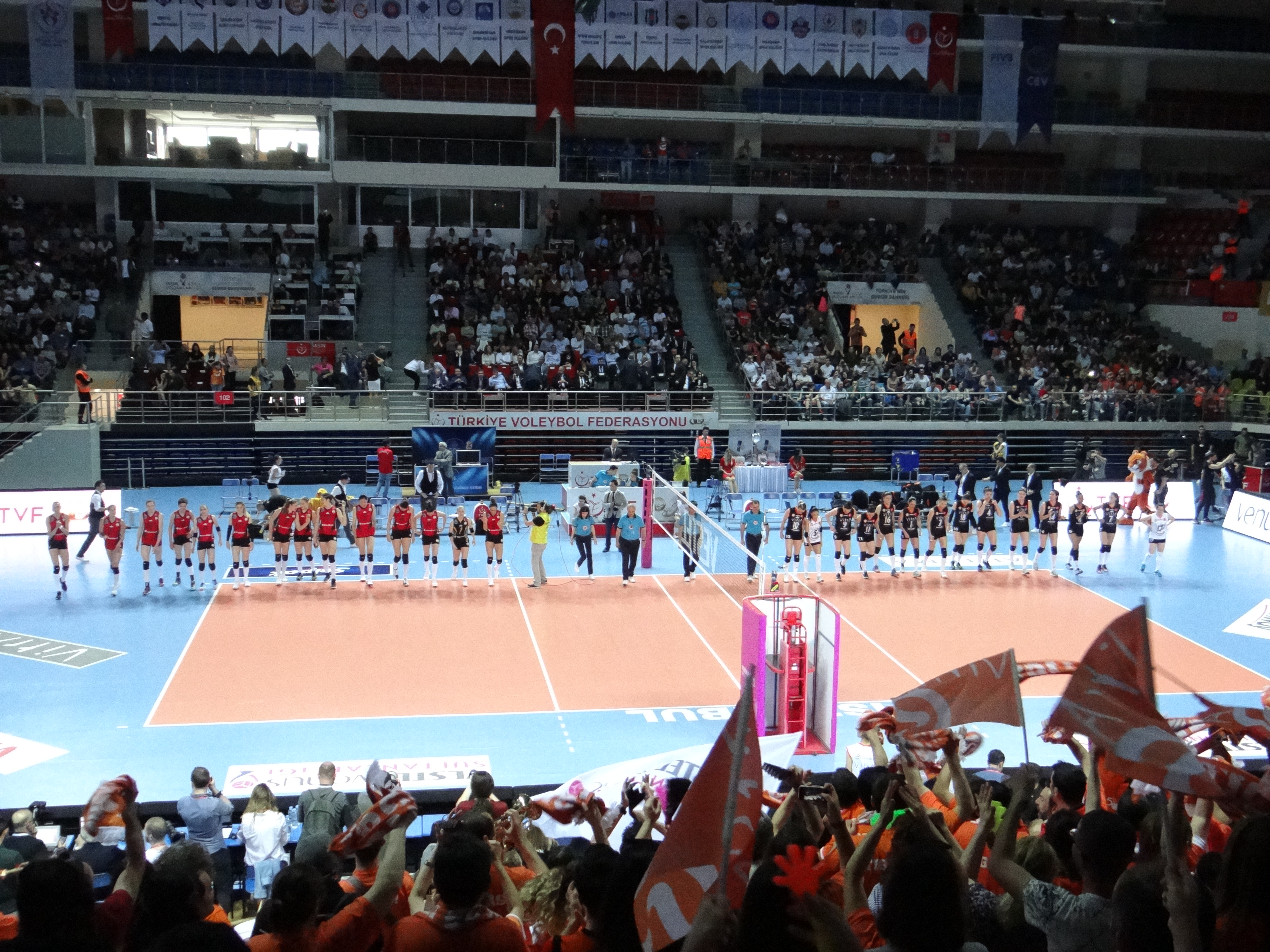
Mecz finałowy pomiędzy VakıfBank SK i Eczacıbaşı Stambuł w sezonie 2017/2018

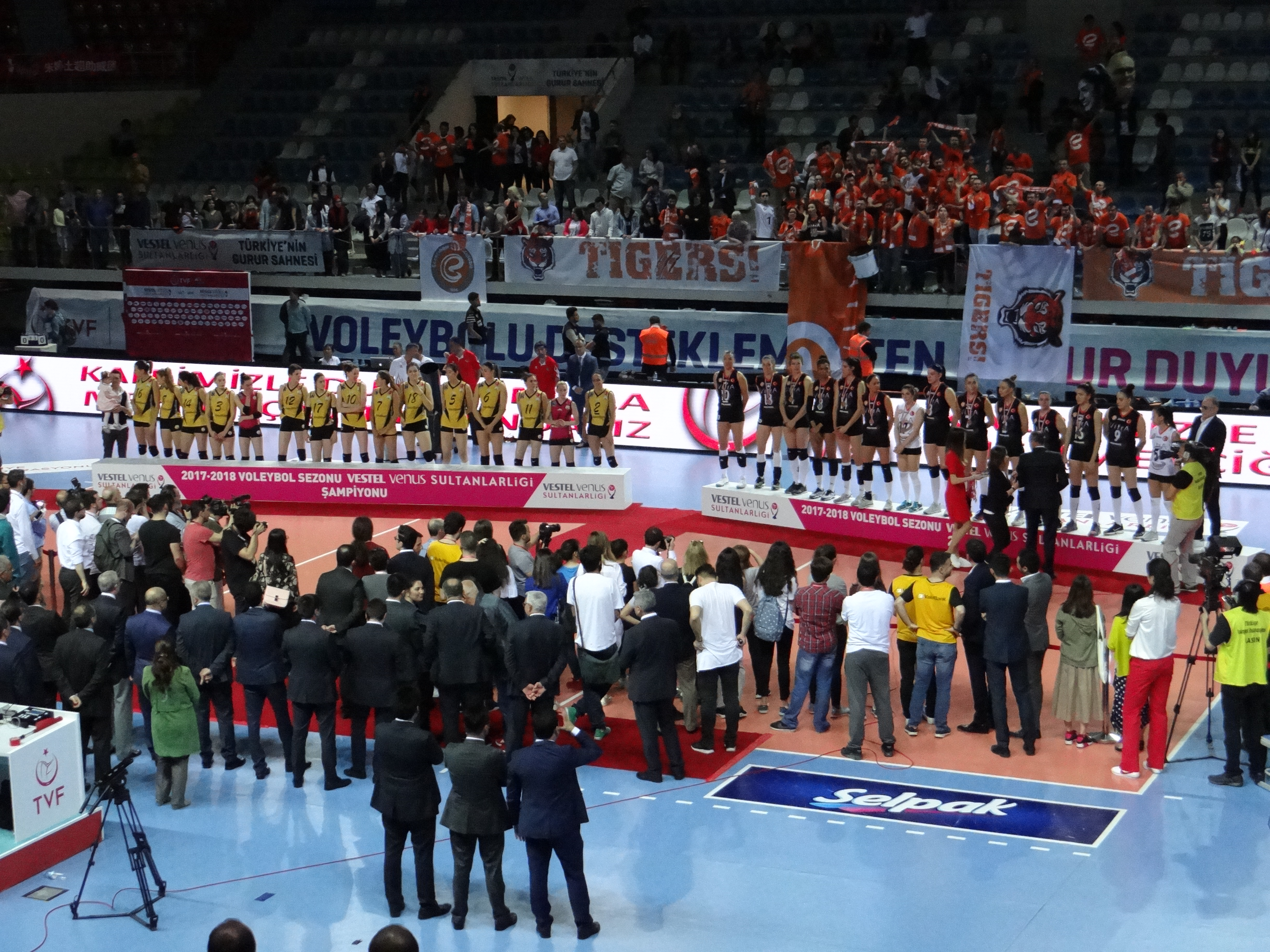
VakıfBank SK mistrzem Turcji i Eczacıbaşı Stambuł wicemistrzem Turcji sezonu 2017/2018

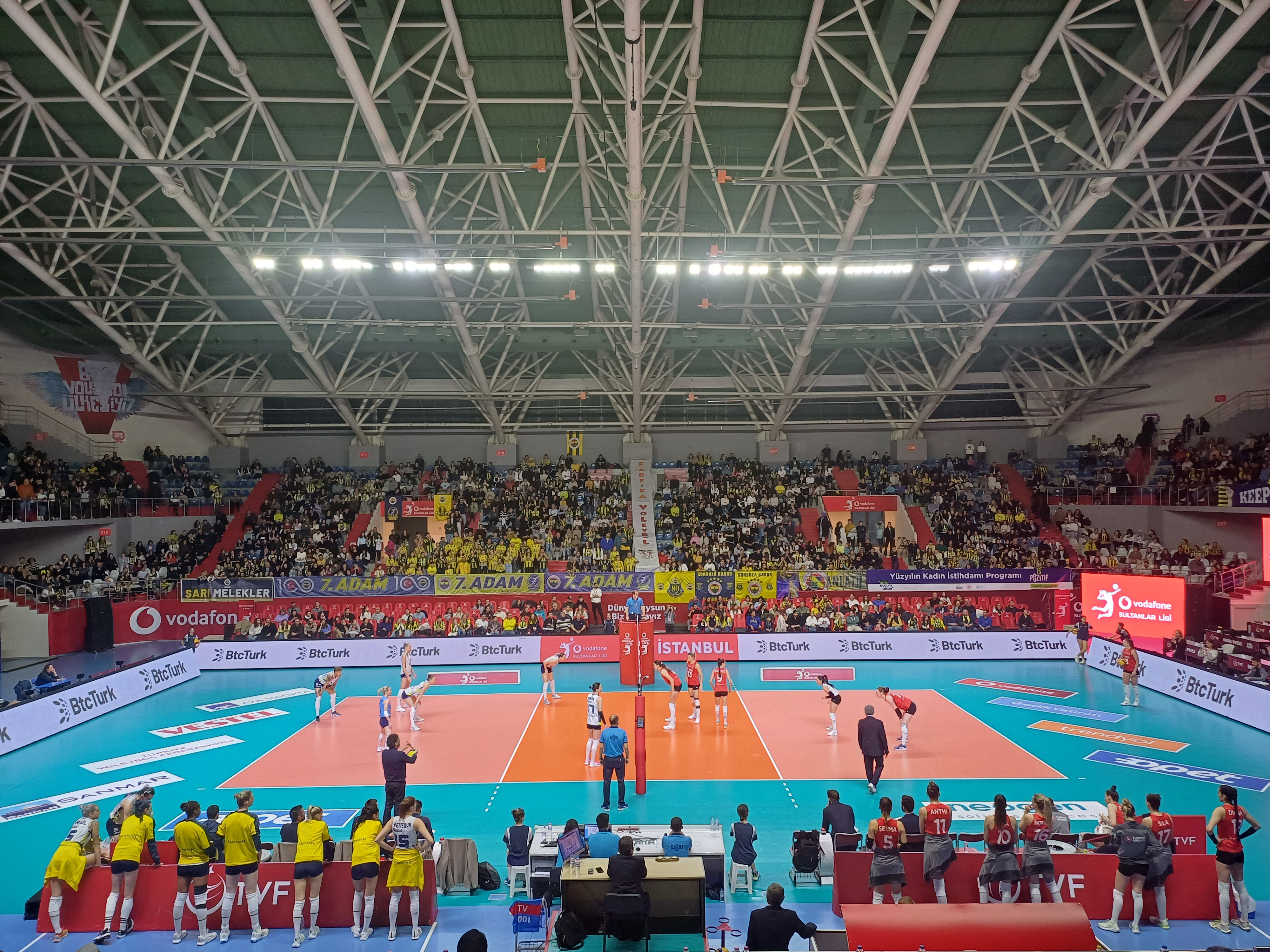
Mecz ligowy pomiędzy Fenerbahçe Stambuł i THY Stambuł w sezonie 2023/2024

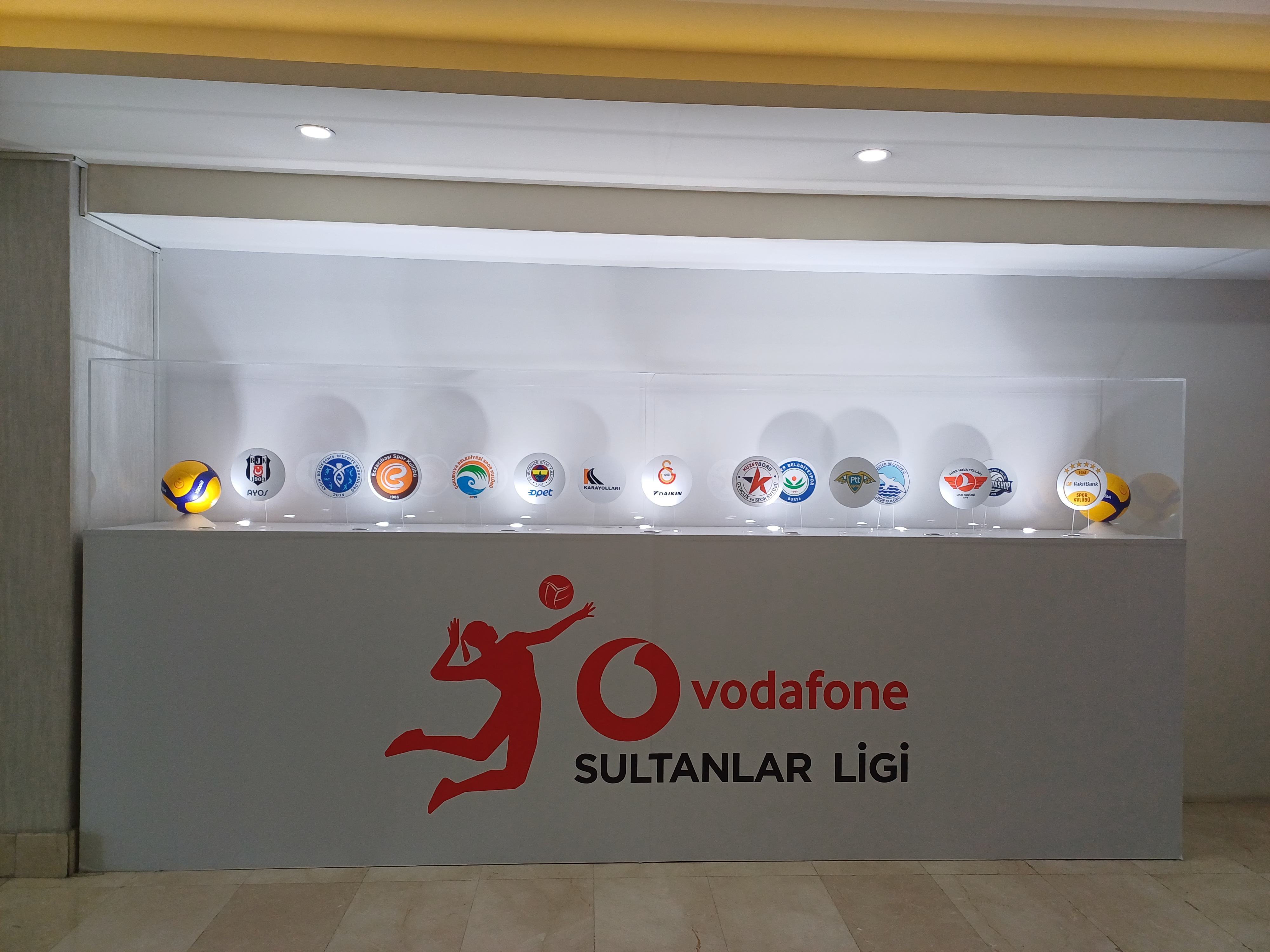
Statuetki logo klubów uczestniczących w Vodafone Sultans League w sezonie 2023/2024

Sultanlar Ligi – najwyższa klasa ligowych rozgrywek siatkarskich kobiet w Turcji. Ich pierwsza edycja miała charakter nieoficjalny i została przeprowadzona w sezonie 1983/1984. Oficjalna inauguracja żeńskiej ligi siatkarskiej w Turcji nastąpiła w sezonie 1984/1985.

## Nazwy[1]
- 1984-2012 Aroma Bayanlar Voleybol 1. Ligi
- 2012-2014 Acıbadem Bayanlar Voleybol 1. Ligi
- 2014-2016 Türkiye Bayanlar Voleybol 1. Ligi
- 2016-2020 Vestel Venus Sultanlar Ligi
- 2020-2023 Misli.com Sultanlar Ligi
- 2023- Vodafone Sultanlar Ligi

## Medalistki
| Sezon     | 1. miejsce                                                   | 2. miejsce                                                   | 3. miejsce                                                   |
| --------- | ------------------------------------------------------------ | ------------------------------------------------------------ | ------------------------------------------------------------ |
| 1955/1956 | Fenerbahçe SK                                                | Üniversitesi SK                                              | Modaspor Stambuł                                             |
| 1956/1957 | Fenerbahçe SK                                                | TED Ankara Kolejliler                                        | Üniversitesi SK                                              |
| 1957/1958 | Fenerbahçe SK                                                | TED Ankara Kolejliler                                        | Galatasaray Stambuł                                          |
| 1958/1959 | Fenerbahçe SK                                                | Galatasaray Stambuł                                          | Demirspor Ankara                                             |
| 1959/1960 | Fenerbahçe SK                                                | Galatasaray Stambuł                                          | Demirspor Ankara                                             |
| 1960/1961 | Galatasaray Stambuł                                          | Fenerbahçe SK                                                | Demirspor Ankara                                             |
| 1961/1962 | Galatasaray Stambuł                                          | Rasimpaşa Stambuł                                            | Fenerbahçe SK                                                |
| 1962/1963 | Galatasaray Stambuł                                          | Demirspor Ankara                                             | TED Ankara Kolejliler                                        |
| 1963/1964 | Galatasaray Stambuł                                          | Rasimpaşa Stambuł                                            | TED Ankara Kolejliler                                        |
| 1964/1965 | Beşiktaş Stambuł                                             | Rasimpaşa Stambuł                                            | Galatasaray Stambuł                                          |
| 1965/1966 | Galatasaray Stambuł                                          | Rasimpaşa Stambuł                                            | TED Ankara Kolejliler                                        |
| 1966/1967 | Rasimpaşa Stambuł                                            | Galatasaray Stambuł                                          | TED Ankara Kolejliler                                        |
| 1967/1968 | Fenerbahçe SK                                                | TED Ankara Kolejliler                                        | SGK Voleybol İhtisas Kulübü                                  |
| 1968/1969 | Fenerbahçe SK                                                | TED Ankara Kolejliler                                        | Galatasaray Stambuł                                          |
| 1969/1970 | TED Ankara Kolejliler                                        | Gümüşhane Gençlerbirliği                                     | Eczacıbaşı Stambuł                                           |
| 1970/1971 | Gümüşhane Gençlerbirliği                                     | TED Ankara Kolejliler                                        | Eczacıbaşı Stambuł                                           |
| 1971/1972 | Fenerbahçe SK                                                | Eczacıbaşı Stambuł                                           | Demirspor Ankara                                             |
| 1972/1973 | Eczacıbaşı Stambuł                                           | Fenerbahçe SK                                                | Mekteb-i Mülkiye Spor                                        |
| 1973/1974 | Eczacıbaşı Stambuł                                           | Galatasaray Stambuł                                          | Fenerbahçe SK                                                |
| 1974/1975 | Eczacıbaşı Stambuł                                           | Fenerbahçe SK                                                | Galatasaray Stambuł                                          |
| 1975/1976 | Eczacıbaşı Stambuł                                           | Galatasaray Stambuł                                          | Mekteb-i Mülkiye Spor                                        |
| 1976/1977 | Eczacıbaşı Stambuł                                           | Galatasaray Stambuł                                          | Fenerbahçe SK                                                |
| 1977/1978 | Eczacıbaşı Stambuł                                           | Galatasaray Stambuł                                          | Vinylex Stambuł                                              |
| 1978/1979 | Eczacıbaşı Stambuł                                           | Büyükdere SK                                                 | Galatasaray Stambuł                                          |
| 1979/1980 | Eczacıbaşı Stambuł                                           | Arçelik Stambuł                                              | Eskişehir DSİ Bentspor                                       |
| 1980/1981 | Eczacıbaşı Stambuł                                           | Arçelik Stambuł                                              | DSİ GSK Ankara                                               |
| 1981/1982 | Eczacıbaşı Stambuł                                           | Arçelik Stambuł                                              | Profilo SK                                                   |
| 1982/1983 | Eczacıbaşı Stambuł                                           | Arçelik Stambuł                                              | Milangaz Stambuł                                             |
| 1983/1984 | Eczacıbaşı Stambuł                                           | Arçelik Stambuł                                              | Ankara Pazarları Stambuł                                     |
| 1984/1985 | Eczacıbaşı Stambuł                                           | Milangaz Stambuł                                             | Arçelik Stambuł                                              |
| 1985/1986 | Eczacıbaşı Stambuł                                           | Milangaz Stambuł                                             | Arçelik Stambuł                                              |
| 1986/1987 | Eczacıbaşı Stambuł                                           | Milangaz Stambuł                                             | Emlakbank Ankara                                             |
| 1987/1988 | Eczacıbaşı Stambuł                                           | Galatasaray Stambuł                                          | Milangaz Stambuł                                             |
| 1988/1989 | Eczacıbaşı Stambuł                                           | Galatasaray Stambuł                                          | Emlakbank Ankara                                             |
| 1989/1990 | Emlakbank Ankara                                             | Eczacıbaşı Stambuł                                           | Galatasaray Stambuł                                          |
| 1990/1991 | Emlakbank Ankara                                             | Eczacıbaşı Stambuł                                           | VakıfBank Ankara                                             |
| 1991/1992 | VakıfBank Ankara                                             | Emlakbank Ankara                                             | Eczacıbaşı Stambuł                                           |
| 1992/1993 | Güneş Sigorta SK                                             | Eczacıbaşı Stambuł                                           | VakıfBank Ankara                                             |
| 1993/1994 | Eczacıbaşı Stambuł                                           | Emlakbank Ankara                                             | Yeşilyurt Stambuł                                            |
| 1994/1995 | Eczacıbaşı Stambuł                                           | VakıfBank Ankara                                             | Beşiktaş Stambuł                                             |
| 1995/1996 | Emlakbank Ankara                                             | Beşiktaş Stambuł                                             | Eczacıbaşı Stambuł                                           |
| 1996/1997 | VakıfBank Ankara                                             | Beşiktaş Stambuł                                             | Güneş Sigorta SK                                             |
| 1997/1998 | VakıfBank Ankara                                             | Eczacıbaşı Stambuł                                           | Emlakbank Ankara                                             |
| 1998/1999 | Eczacıbaşı Stambuł                                           | Güneş Sigorta SK                                             | VakıfBank Ankara                                             |
| 1999/2000 | Eczacıbaşı Stambuł                                           | Güneş Sigorta SK                                             | VakıfBank Ankara                                             |
| 2000/2001 | Eczacıbaşı Stambuł                                           | Vakıfbank Güneş Sigorta SK                                   | Galatasaray Stambuł                                          |
| 2001/2002 | Eczacıbaşı Stambuł                                           | Vakıfbank Stambuł                                            | Galatasaray Stambuł                                          |
| 2002/2003 | Eczacıbaşı Stambuł                                           | Vakıfbank Güneş Sigorta SK                                   | İlbank Ankara                                                |
| 2003/2004 | Vakıfbank Güneş Sigorta SK                                   | Beşiktaş Stambuł                                             | Eczacıbaşı Stambuł                                           |
| 2004/2005 | Vakıfbank Güneş Sigorta SK                                   | Emlak TOKİ Ankara                                            | Eczacıbaşı Stambuł                                           |
| 2005/2006 | Eczacıbaşı Stambuł                                           | Vakıfbank Güneş Sigorta SK                                   | Beşiktaş Stambuł                                             |
| 2006/2007 | Eczacıbaşı Stambuł                                           | Fenerbahçe SK                                                | DYO Karşıyaka Izmir                                          |
| 2007/2008 | Eczacıbaşı Stambuł                                           | Fenerbahçe Acıbadem Stambuł                                  | Türk Telekom Ankara                                          |
| 2008/2009 | Fenerbahçe Acıbadem Stambuł                                  | Vakıfbank Güneş Sigorta SK                                   | Türk Telekom Ankara                                          |
| 2009/2010 | Fenerbahçe Acıbadem Stambuł                                  | VGS Türk Telekom Stambuł                                     | Eczacıbaşı Stambuł                                           |
| 2010/2011 | Fenerbahçe Acıbadem Stambuł                                  | VGS Türk Telekom Stambuł                                     | Eczacıbaşı Stambuł                                           |
| 2011/2012 | Eczacıbaşı Stambuł                                           | Vakıfbank Türk Telekom SK                                    | Fenerbahçe Universal Stambuł                                 |
| 2012/2013 | VakıfBank SK                                                 | Eczacıbaşı Stambuł                                           | Galatasaray Stambuł                                          |
| 2013/2014 | VakıfBank SK                                                 | Fenerbahçe SK                                                | Eczacıbaşı Stambuł                                           |
| 2014/2015 | Fenerbahçe Grundig Stambuł                                   | VakıfBank SK                                                 | Eczacıbaşı Stambuł                                           |
| 2015/2016 | VakıfBank SK                                                 | Fenerbahçe Grundig Stambuł                                   | Eczacıbaşı Stambuł                                           |
| 2016/2017 | Fenerbahçe SK                                                | Galatasaray Stambuł                                          | VakıfBank SK                                                 |
| 2017/2018 | VakıfBank SK                                                 | Eczacıbaşı Stambuł                                           | Fenerbahçe SK                                                |
| 2018/2019 | VakıfBank SK                                                 | Eczacıbaşı Stambuł                                           | Fenerbahçe SK                                                |
| 2019/2020 | Ze względu na pandemię COVID-19 rozgrywki zostały przerwane. | Ze względu na pandemię COVID-19 rozgrywki zostały przerwane. | Ze względu na pandemię COVID-19 rozgrywki zostały przerwane. |
| 2020/2021 | VakıfBank SK                                                 | Fenerbahçe SK                                                | THY Stambuł                                                  |
| 2021/2022 | VakıfBank SK                                                 | Fenerbahçe SK                                                | Eczacıbaşı Stambuł                                           |
| 2022/2023 | Fenerbahçe SK                                                | Eczacıbaşı Stambuł                                           | VakıfBank SK                                                 |
| 2023/2024 | Fenerbahçe SK                                                | Eczacıbaşı Stambuł                                           | VakıfBank SK                                                 |
| 2024/2025 | VakıfBank SK                                                 | Fenerbahçe SK                                                | Eczacıbaşı Stambuł                                           |

## Klasyfikacja medalowa
| Klub                                 | złoto | srebro | brąz | Razem |
| ------------------------------------ | ----- | ------ | ---- | ----- |
| Eczacıbaşı Stambuł                   | 28    | 11     | 12   | 51    |
| Fenerbahçe SK                        | 15    | 10     | 6    | 31    |
| VakıfBank Ankara / VakıfBank SK      | 13    | 10     | 7    | 30    |
| Galatasaray Stambuł                  | 5     | 10     | 9    | 24    |
| Emlakbank Ankara / Emlak TOKİ Ankara | 3     | 3      | 5    | 11    |
| TED Ankara Kolejliler                | 1     | 5      | 4    | 10    |
| Beşiktaş Stambuł                     | 1     | 3      | 1    | 5     |
| Rasimpaşa Stambuł                    | 1     | 4      | -    | 5     |
| Güneş Sigorta SK                     | 1     | 2      | 1    | 4     |
| Gümüşhane Gençlerbirliği             | 1     | 1      | -    | 2     |
| Arçelik Stambuł                      | -     | 5      | 2    | 7     |
| Milangaz Stambuł                     | -     | 3      | 2    | 5     |
| Demirspor Ankara                     | -     | 1      | 4    | 5     |
| Üniversitesi SK                      | -     | 1      | 1    | 2     |
| Büyükdere SK                         | -     | 1      | -    | 1     |
| Türk Telekom Ankara                  | -     | -      | 2    | 2     |
| Mekteb-i Mülkiye Spor                | -     | -      | 2    | 2     |
| THY Stambuł                          | -     | -      | 1    | 1     |
| Yeşilyurt Stambuł                    | -     | -      | 1    | 1     |
| İlbank Ankara                        | -     | -      | 1    | 1     |
| DYO Karşıyaka Izmir                  | -     | -      | 1    | 1     |
| Ankara Pazarları Stambuł             | -     | -      | 1    | 1     |
| SGK Voleybol İhtisas Kulübü          | -     | -      | 1    | 1     |
| Vinylex Stambuł                      | -     | -      | 1    | 1     |
| Eskişehir DSİ Bentspor               | -     | -      | 1    | 1     |
| DSİ GSK Ankara                       | -     | -      | 1    | 1     |
| Profilo SK                           | -     | -      | 1    | 1     |